# Gymnastique aux Jeux européens de 2015
Navigation
Édition suivante
La gymnastique aux Jeux européens de 2015 a lieu à la National Gymnastics Arena, à Bakou, en Azerbaïdjan, du 15 au 20 juin 2015. 34 épreuves sont au programme dans cinq disciplines : .

## Qualifications
446 athlètes sont qualifiés pour les compétitions de gymnastique. Les quotas sont obtenus par le biais des résultats sur les championnats mondiaux et européens dans chaque discipline.

## Médaillés

### Acrobatique

#### Femmes par équipes
| Épreuve              | Or                                                      | Argent                                                   | Bronze                                                               |
| -------------------- | ------------------------------------------------------- | -------------------------------------------------------- | -------------------------------------------------------------------- |
| Concours par équipes | Belgique Kaat Dumarey Julie Van Gelder Ineke Van Schoor | Russie Valeriia Belkina Yulia Nikitina Zhanna Parkhometc | Biélorussie Katsiaryna Barysevich Veranika Nabokina Karina Sandovich |
| Statique             | Belgique Kaat Dumarey Julie Van Gelder Ineke Van Schoor | Russie Valeriia Belkina Yulia Nikitina Zhanna Parkhometc | Biélorussie Katsiaryna Barysevich Veranika Nabokina Karina Sandovich |
| Dynamique            | Belgique Kaat Dumarey Julie Van Gelder Ineke Van Schoor | Russie Valeriia Belkina Yulia Nikitina Zhanna Parkhometc | Biélorussie Katsiaryna Barysevich Veranika Nabokina Karina Sandovich |

#### Paires mixtes
| Épreuve              | Or                                     | Argent                                   | Bronze                                  |
| -------------------- | -------------------------------------- | ---------------------------------------- | --------------------------------------- |
| Concours par équipes | Russie Marina Chernova Georgy Pataraya | Belgique Yana Vastavel Solano Cassamajor | Royaume-Uni Hannah Baughn Ryan Bartlett |
| Statique             | Russie Marina Chernova Georgy Pataraya | Belgique Yana Vastavel Solano Cassamajor | Royaume-Uni Hannah Baughn Ryan Bartlett |
| Dynamique            | Russie Marina Chernova Georgy Pataraya | Belgique Yana Vastavel Solano Cassamajor | Royaume-Uni Hannah Baughn Ryan Bartlett |

### Gymnastique aérobic
| Épreuve        | Or                                                                       | Argent                                                                               | Bronze                                                                         |
| -------------- | ------------------------------------------------------------------------ | ------------------------------------------------------------------------------------ | ------------------------------------------------------------------------------ |
| Paires mixtes  | Espagne Sara Moreno Vicente Lli                                          | Italie Michela Castoldi Davide Donati                                                | Russie Dukhik Dzhanazian Denis Soloev                                          |
| Groupes mixtes | Hongrie Panna Szollosi Dora Lendvay Dora Hegyi Balazs Farkas Daniel Bali | Roumanie Lavinia Panaete Bianca Gorgovan Dacian Barna Daniel Bocser Lucian Savulescu | Espagne Belen Guillemot Aranzazu Martínez Sara Moreno Vicente Lli Pedro Moreno |

### Gymnastique artistique

#### Hommes
| Épreuve                     | Or                                                                | Argent                                                      | Bronze                                                       |
| --------------------------- | ----------------------------------------------------------------- | ----------------------------------------------------------- | ------------------------------------------------------------ |
| Concours par équipes        | Russie David Belyavskiy Nikita Ignatyev Nikolai Kuksenkov 178,963 | Ukraine Igor Radivilov Oleg Verniaiev Mykyta Yermak 177,429 | Azerbaïdjan Petro Pakhnyuk Oleg Stepko Eldar Safarov 174,195 |
| Concours général individuel | Oleh Vernyayev                                                    | Oleq Stepko                                                 | Nikita Ignatyev                                              |
| Sol                         | Rayderley Zapata                                                  | Fabian Hambüchen                                            | David Belyavskiy                                             |
| Barre fixe                  | Fabian Hambüchen                                                  | Vlasios Maras                                               | Nikita Ignatyev                                              |
| Barres parallèles           | Oleq Stepko                                                       | David Belyavskiy                                            | Marius Berbecar                                              |
| Cheval d'arçons             | Sašo Bertoncelj                                                   | Oleq Stepko                                                 | Brinn Bevan                                                  |
| Anneaux                     | Elefthérios Petroúnias                                            | Nikita Ignatyev                                             | İbrahim Çolak                                                |
| Saut de cheval              | Oleh Vernyayev                                                    | Casimir Schmidt                                             | Oleq Stepko\|                                                |

#### Femmes
| Épreuve                     | Or                 | Argent             | Bronze             |
| --------------------------- | ------------------ | ------------------ | ------------------ |
| Concours par équipes        | Russie 116,897     | Allemagne 110,397  | Pays-Bas 110,099   |
| Concours général individuel | Aliya Mustafina    | Giulia Steingruber | Lieke Wevers       |
| Poutre                      | Lieke Wevers       | Andreea Iridon     | Giulia Steingruber |
| Sol                         | Giulia Steingruber | Aliya Mustafina    | Lieke Wevers       |
| Barres asymétriques         | Aliya Mustafina    | Sophie Scheder     | Andreea Iridon     |
| Saut de cheval              | Giulia Steingruber | Seda Tutkhalyan    | Lisa Top           |

### Gymnastique rythmique

#### Individuel
| Épreuve             | Or                       | Argent                 | Bronze                    |
| ------------------- | ------------------------ | ---------------------- | ------------------------- |
| Concours individuel | Yana Kudryavtseva 76.100 | Margarita Mamun 75.650 | Melitina Staniouta 73.100 |
| Ballon              | Yana Kudryavtseva        | Ganna Rizatdinova      | Melitina Staniouta        |
| Massue              | Yana Kudryavtseva        | Ganna Rizatdinova      | Melitina Staniouta        |
| Cerceau             | Margarita Mamun          | Melitina Staniouta     | Neta Rivkin               |
| Ruban               | Yana Kudryavtseva        | Marina Durunda         | Salome Pazhava            |

#### Groupe
| Épreuve                 | Or | Argent                                                                                        | Bronze |
| ----------------------- | --- | --------------------------------------------------------------------------------------------- | --- |
| Concours général        | Russie Diana Borisova Daria Kleshcheva Anastasia Maksimova Anastasiia Tatareva Maria Tolkacheva Sofya Skomorokh | Israël Yuval Filo Alona Koshevatskiy Ekaterrina Levina Karina Lykhvar Ida Mayrin              | Biélorussie Ksenya Cheldishkina Maria Kadobina Aliaksandra Narkevich Valeriya Pischelina Arina Tsitsilina Hanna Dudzenkova |
| 6 massues et 2 cerceaux | Biélorussie Ksenya Cheldishkina Maria Kadobina Valeriya Pischelina Arina Tsitsilina Hanna Dudzenkova            | Israël Yuval Filo Alona Koshevatskiy Ekaterrina Levina Karina Lykhvar Ida Mayrin              | Ukraine Olena Dmytrash Yevgeniya Gomon Oleksandra Gridasova Valeriia Gudym Anastasiya Voznyak                              |
| 5 rubans                | Russie Diana Borisova Anastasia Maksimova Anastasiia Tatareva Maria Tolkacheva Sofya Skomorokh                  | Ukraine Olena Dmytrash Yevgeniya Gomon Oleksandra Gridasova Valeriia Gudym Anastasiya Voznyak | Israël Yuval Filo Alona Koshevatskiy Ekaterrina Levina Karina Lykhvar Ida Mayrin                                           |

### Trampoline
| Épreuve                     | Or                            | Argent                             | Bronze                       |
| --------------------------- | ----------------------------- | ---------------------------------- | ---------------------------- |
| Concours individuel hommes  | Dmitry Ushakov                | Uladzislau Hancharou               | Ilya Grishunin               |
| Concours synchronisé hommes | Mikhail Melnik Dmitry Ushakov | Uladzislau Hancharou Mikalai Kazak | Martin Gromowski Kyrylo Sonn |
| Concours individuel femmes  | Yana Pavlova                  | Katherine Driscoll                 | Hanna Harchonak              |
| Concours synchronisé femmes | Anna Kornetskaya Yana Pavlova | Marine Jurbert Joëlle Vallez       | Beatriz Martins Ana Rente    |

## Tableau des médailles
| Rang  | Nation      | Or | Argent | Bronze | Total |
| ----- | ----------- | -- | ------ | ------ | ----- |
| 1     | Russie      | 18 | 8      | 4      | 30    |
| 2     | Belgique    | 3  | 3      |        | 6     |
| 3     | Ukraine     | 2  | 4      | 1      | 7     |
| 4     | Suisse      | 2  | 1      | 1      | 4     |
| 5     | Espagne     | 2  |        | 1      | 2     |
| 6     | Biélorussie | 1  | 3      | 8      | 12    |
| 7     | Allemagne   | 1  | 3      | 1      | 5     |
| 8     | Azerbaïdjan | 1  | 2      | 3      | 6     |
| 9     | Pays-Bas    | 1  | 1      | 4      | 6     |
| 10    | Grèce       | 1  | 1      |        | 2     |
| 11    | Slovénie    | 1  |        |        | 1     |
|       | Hongrie     | 1  |        |        | 1     |
| 12    | Roumanie    |    | 2      | 2      | 4     |
|       | Israël      |    | 2      | 2      | 4     |
| 14    | Royaume-Uni |    | 1      | 4      | 5     |
| 15    | Italie      |    | 1      |        | 1     |
| -     | France      |    | 1      |        | 1     |
| 17    | Turquie     |    |        | 1      | 1     |
|       | Portugal    |    |        | 1      | 1     |
|       | Géorgie     |    |        | 1      | 1     |
| Total | Total       | 34 | 34     | 34     | 102   |